# Lucien Bernier (militaire)
Cet article concerne le militaire et Compagnon de la Libération français. Pour l'homme politique français du XXe siècle, voir Lucien Bernier.
Pour les articles homonymes, voir Bernier.
Lucien Bernier (Rennes, 30 août 1914 - Mort pour la France le 2 octobre 1944 à Champagney) est un militaire français, Compagnon de la Libération. Engagé dès juin 1940 dans les forces françaises libres, il participe aux campagnes d'Afrique, du Moyen-Orient et d'Italie avant d'être tué lors des combats de Libération de la France.

## Biographie

### Jeunesse et engagement
Lucien Bernier naît le 30 août 1914 à Rennes d'un père cheminot. Il s'engage dans la marine nationale en 1934.

### Seconde Guerre mondiale
Lorsque débute la Seconde Guerre mondiale, il est en poste comme mécanicien à la 4e escadre de sous-marins à Brest avec le grade de quartier-maître de 2e classe. Refusant l'armistice du 22 juin 1940, il quitte la France pour l'Angleterre et s'engage immédiatement dans les forces françaises libres. En juillet, il est intégré au 1er Bataillon de fusiliers marins qui vient d'être créé. Il participe alors à l'expédition de Dakar puis à la campagne du Gabon avant d'être projeté au Levant où il prend part à la campagne de Syrie. À la fin de l'année 1941, Bernier et son bataillon, intégrés à la 1re brigade française libre, sont engagés dans la guerre du désert. Promu second-maître en avril 1942, il s'illustre comme chef de pièce de DCA lors de la bataille de Bir-Hakeim de mai à juin 1942 puis au cours de la seconde bataille d'El Alamein en octobre. Il participe ensuite à la campagne de Tunisie.
En 1944, avec la 1re division française libre, le 1er BFM devenu 1er régiment de fusiliers marins prend part à la campagne d'Italie. Lucien Bernier combat dans la vallée du Liri où il se distingue comme chef de patrouille et est blessé à Pontecorvo le 20 mai 1944. Il participe au débarquement de Provence en août 1944 et s'illustre particulièrement dans des opérations de déminage à Pierrefeu-du-Var puis, après avoir été promu maître le 1er septembre, dans la libération d'Autun. Le 2 octobre 1944, lors d'une offensive vers Belfort, Lucien Bernier est tué d'une balle en pleine poitrine dans la forêt de Chérimont, près du village de Champagney. Il est inhumé dans la nécropole nationale de Rougement dans le Doubs.

## Décorations
|  |  |  |

| Compagnon de la Libération | Compagnon de la Libération | Compagnon de la Libération | Médaille militaire | Médaille militaire | Médaille militaire | Croix de guerre 1939-1945 | Croix de guerre 1939-1945 | Croix de guerre 1939-1945 |

## Hommages
- Le nom de Lucien Bernier est inscrit au Panthéon rennais[5].
- La promotion de septembre 2006 de l'École de maistrance a été baptisée en son honneur[6].